# Fontaine Louvois

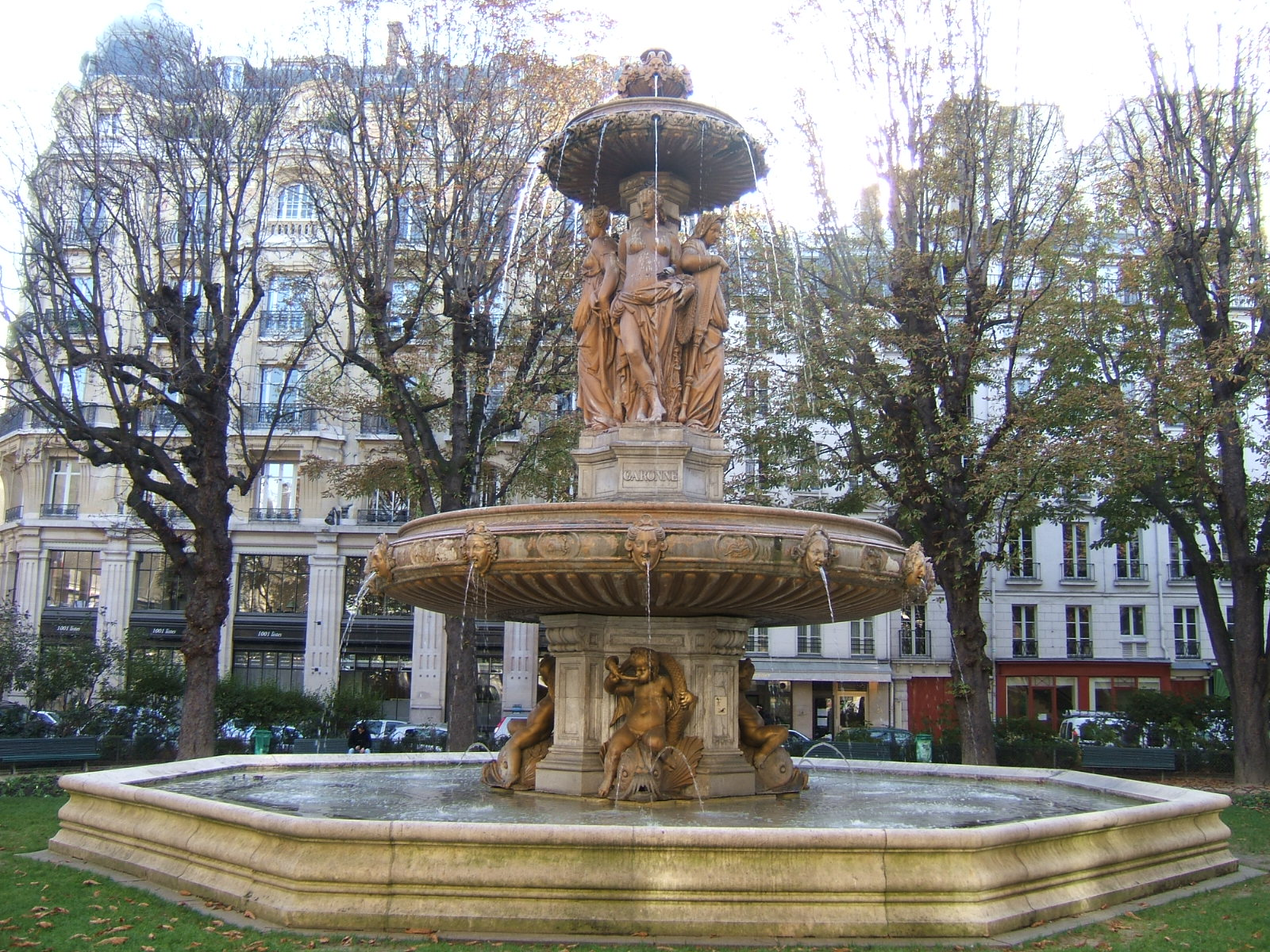
Fontaine Louvois.

La fontaine Louvois est une fontaine située au milieu du square Louvois, créé en 1830. Ce square occupe la place d'un ancien opéra, l'Opéra de la rue de Richelieu, construit en 1792 et démoli en 1820. Le square se trouve dans le 2e arrondissement de Paris, rue Richelieu, au niveau de l'entrée de la Bibliothèque nationale de France. La fontaine est entourée par l'allée Andrée-Jacob et l'allée Éveline-Garnier, deux allées du square Louvois dénommées en 2019 en hommage au couple de résistantes qui s'est illustré dans la libération de la Bibliothèque nationale de France en août 1944.
À la suite de la démolition de cet opéra, la place devait recevoir un monument expiatoire, pour le duc de Berry, poignardé en 1820 par Louvel, au sortir d'un spectacle. Une chapelle fut commencée ; la révolution de 1830 suspendit le projet, et en 1835, la municipalité en accord avec le gouvernement planta la place d'arbres, détruisit la chapelle et entreprit l'érection d'une fontaine qui reçut d'abord le nom de « fontaine Richelieu ». Victor Hugo dans Les Misérables (IV, 8, 7), retrace cette histoire.
Cette fontaine a été réalisée en 1844 par Louis Visconti à la demande de Louis-Philippe. Elle est un hommage aux quatre grands fleuves français : la Seine, la Garonne, la Loire, et la Saône. Le socle inférieur du monument est décoré de quatre tritons chevauchant un dauphin. Sur le pourtour de la grande vasque de marbre sont sculptés les douze signes du zodiaque en alternances avec des mascarons crachant de l'eau.
Les sculptures sont signées Jean-Baptiste-Jules Klagmann.
La fontaine a été réalisée en fonte de fer par la fonderie Calla (Paris).

## Galerie

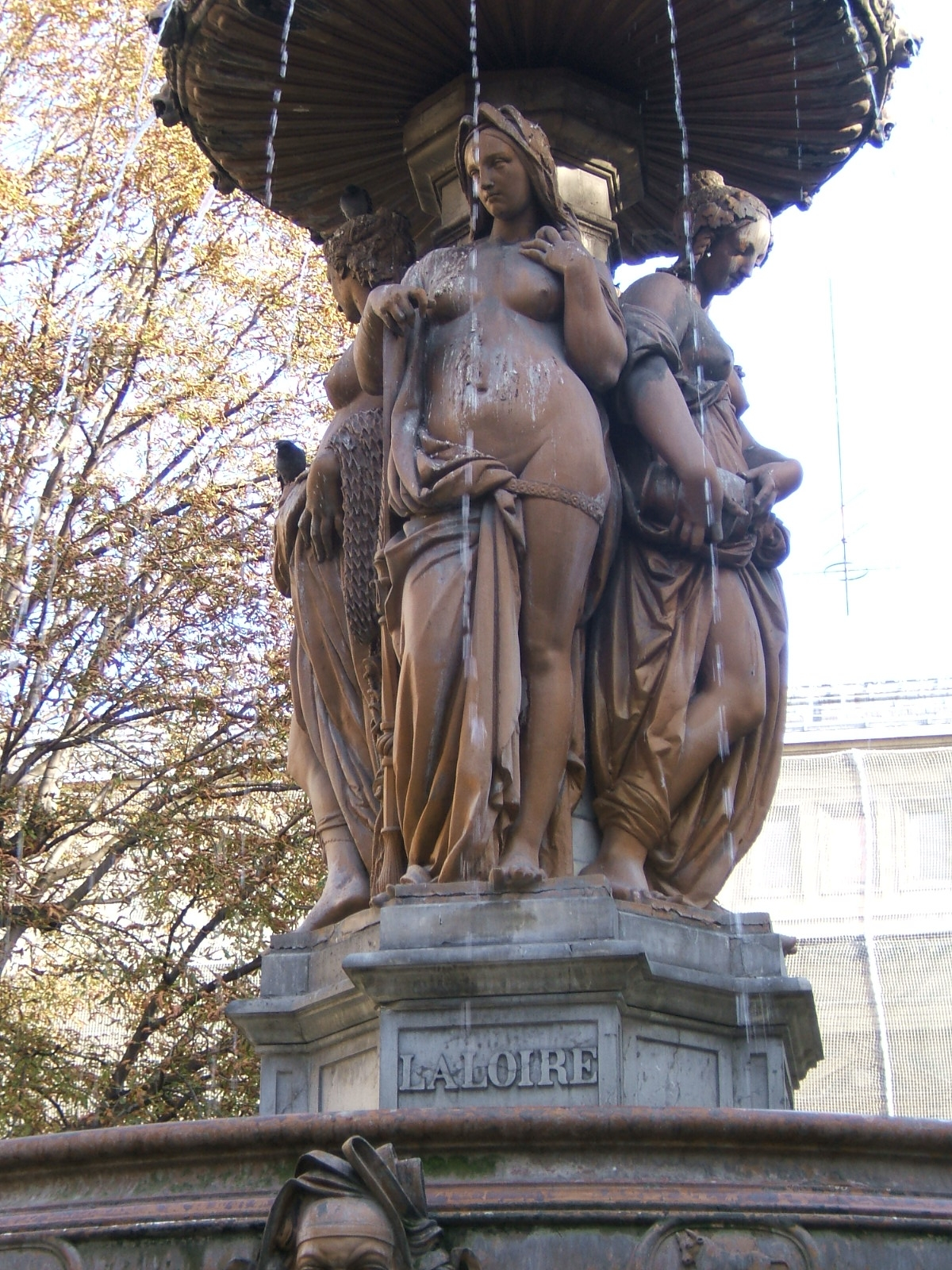
Statue de la Loire.
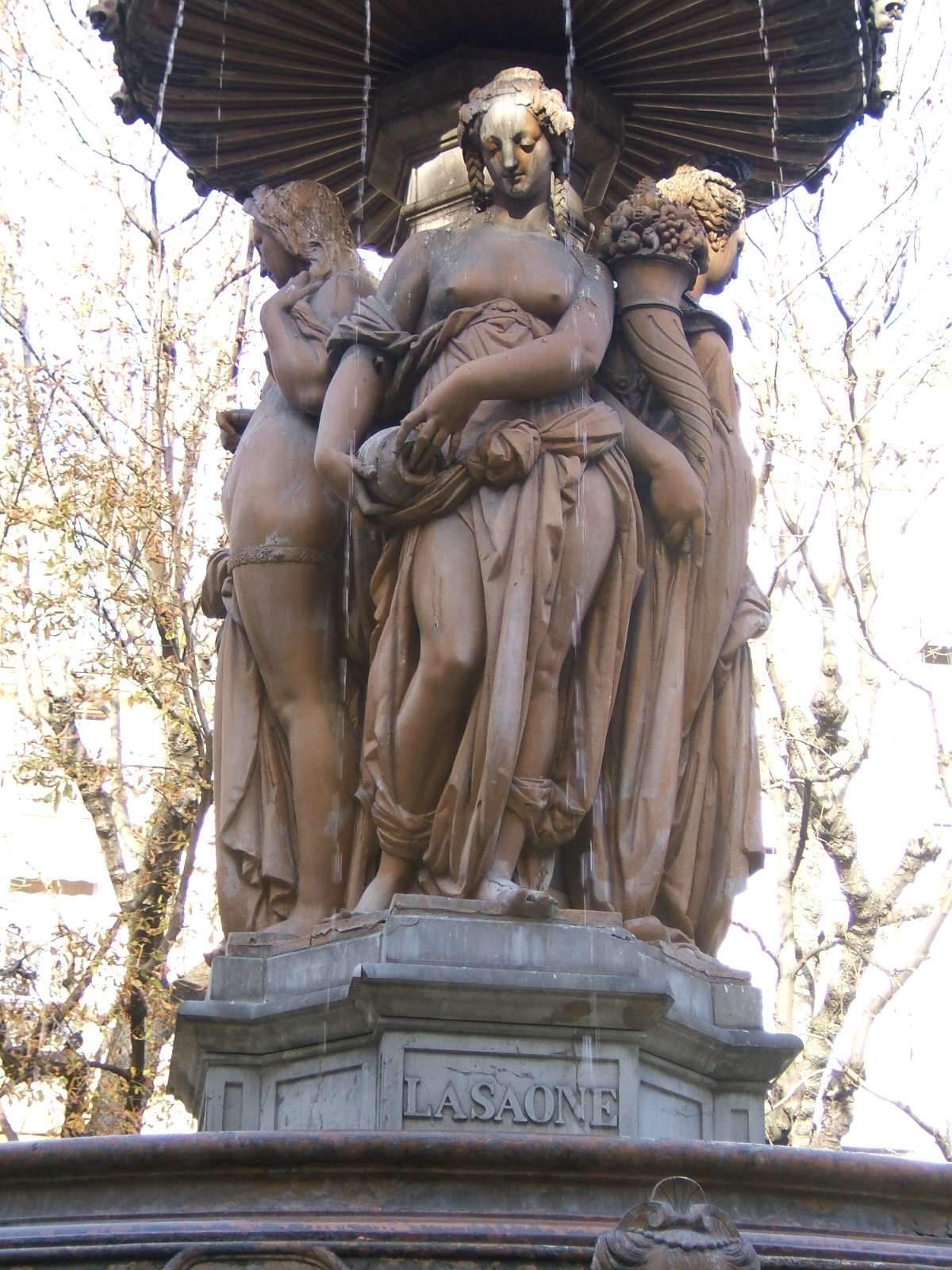
Statue de la Saône.
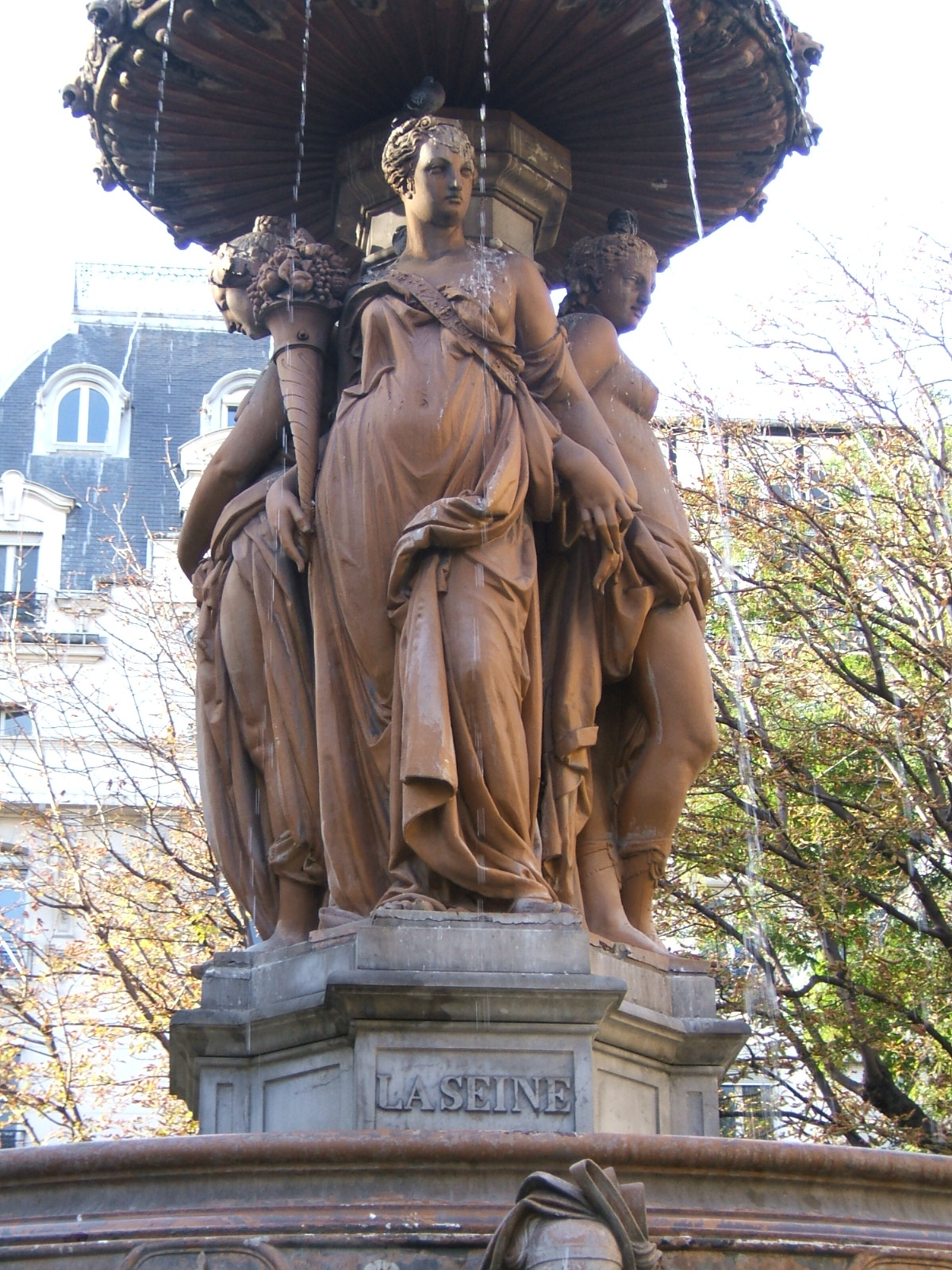
Statue de la Seine.
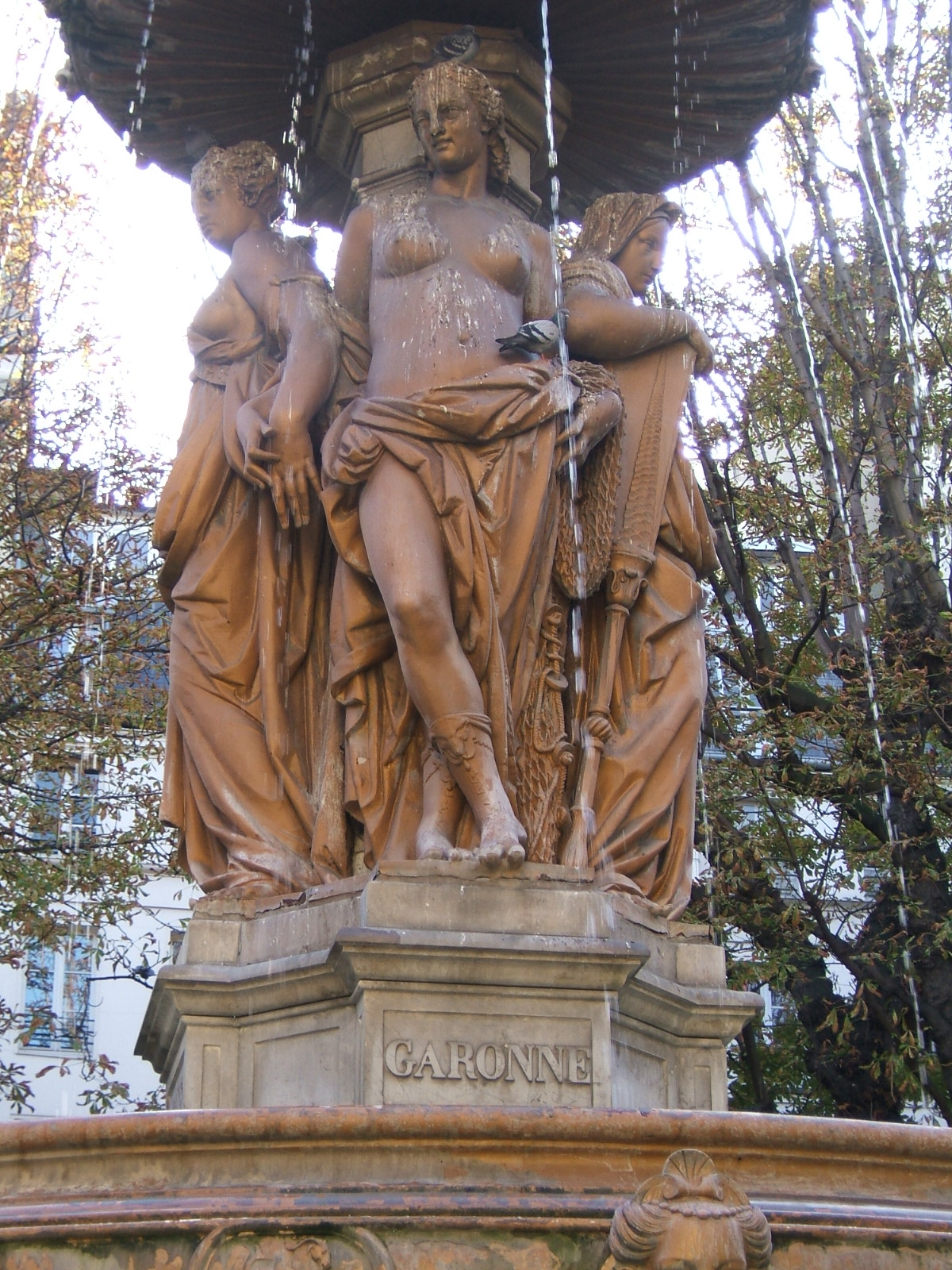
Statue de la Garonne.
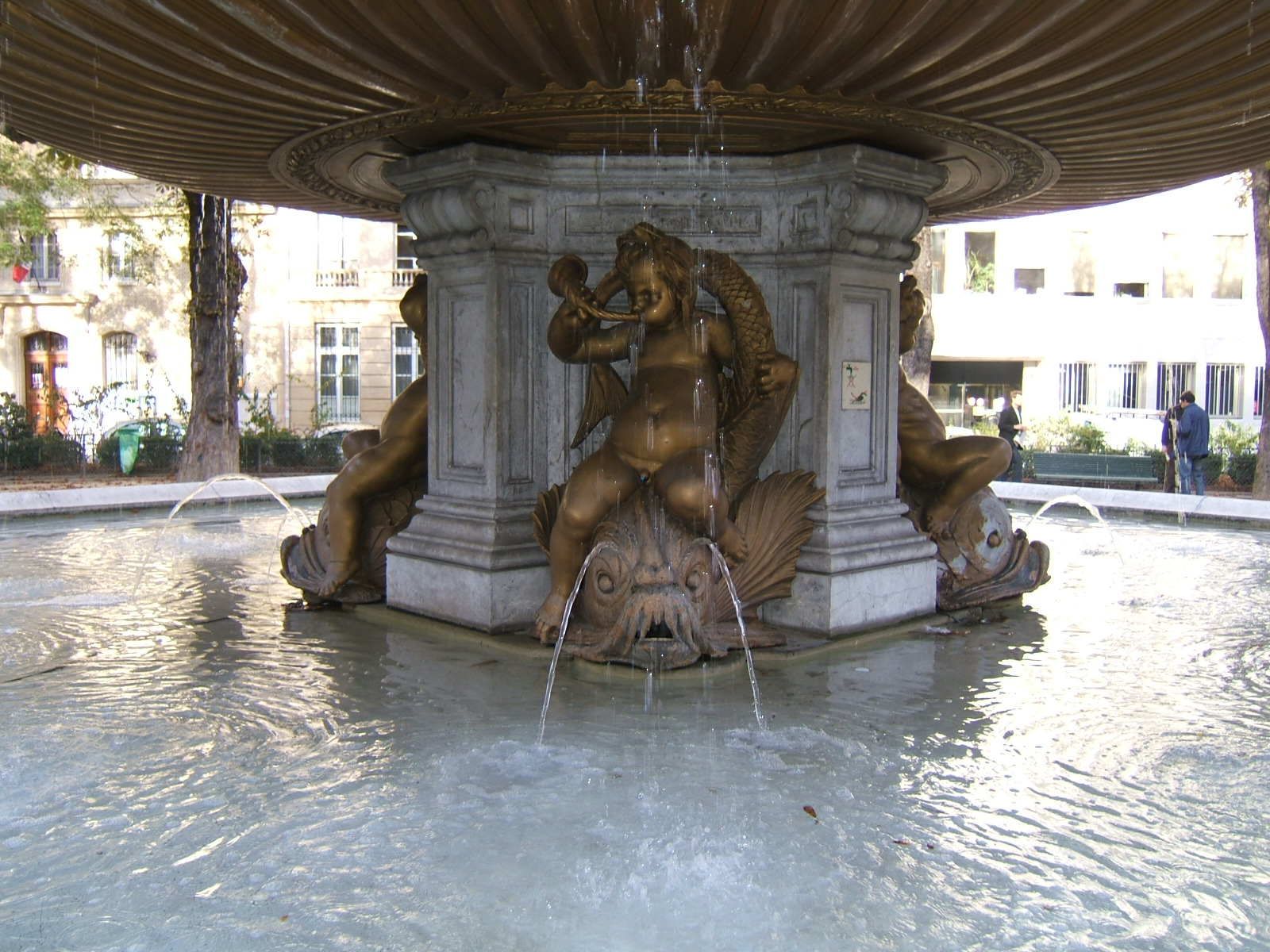
Un des quatre tritons chevauchant un dauphin.